# Комишинка (Казахстан)
Коми́шинка (каз. Қамысты) — село у складі Шемонаїхинського району Східноказахстанської області Казахстану. Адміністративний центр Вавілонського сільського округу.
Населення — 1081 особа (2021; 1129 у 2009, 1166 у 1999, 1097 у 1989).
Національний склад станом на 1989 рік:
- росіяни — 74 %